# Agrilus limpiae
Agrilus limpiae är en skalbaggsart som beskrevs av Knull 1941. Agrilus limpiae ingår i släktet Agrilus och familjen praktbaggar. Inga underarter finns listade i Catalogue of Life.